# Épinal
Épinal (Duits: Spinneln) is een gemeente in het departement Vosges in de regio Grand Est in Frankrijk. Épinal telde op 1 januari 2022 32.296 inwoners, en inclusief de omliggende dorpen, circa 40.000 inwoners. De stad bevindt zich op de rechteroever van de -hier ca. 750 m brede-  vallei van de Moezel, aan de voet van verschillende kasteelruïnes.
Épinal is ook bekend om de zogenaamde "Images d'Épinal", gekleurde prenten die geproduceerd werden in een in 1796 door Jean-Charles Pellerin in deze stad opgerichte drukkerij. Hierop werden vaak vrome of heroisch-nationalistische taferelen afgebeeld. Ze waren in de 19e eeuw bij de minder welvarende Fransen zeer geliefd als muurversiering.

## Geschiedenis
In de 10e eeuw ontstond er nabij een benedictijnenklooster een nederzetting, genaamd Spina, wat "rug" in het Latijn betekent.  In de omgeving van de stad wordt de legende verteld, dat de naam komt van de rugpijn, die het gevolg was van het zware werk om het dal hier te ontginnen. De gunstige ligging aan een door het Moezel-dal lopende pelgrimsroute trok handelaars en ambachtslieden aan, waardoor Spina tot enige bloei kwam. In 1466 kwam de stad aan het Hertogdom Lotharingen. In 1629 en 1636 werd Épinal door pestepidemieën geteisterd. Pas ten tijde van Lodewijk XIV, in 1670, wist Frankrijk de stad en haar omgeving in te nemen. Stad en bijbehorend kasteel werden hierbij grotendeels verwoest. In 1870 tijdens de Frans-Duitse Oorlog viel Épinal in Duitse handen. De Duitse bezetting duurde tot de zomer van 1873. Daarna maakte Épinal een opvallende economische groei door. Elzas-Lotharingen was door Duitsland ingelijfd; vele Franse zakenlieden uit steden in de Elzas als Mulhouse en Straatsburg verhuisden - met hun zaken - naar Épinal. De stad werd door Frankrijk in die tijd ook van moderne vestingwerken voorzien. In de Tweede Wereldoorlog werd de stad na ruim 4 jaar bezetting door Nazi-Duitsland op 24 september 1944 door Amerikaanse troepen bevrijd. Voorafgaand aan die bevrijding werd de stad door bombardementen en artilleriebeschietingen nagenoeg geheel verwoest. Op 7 km ten zuidoosten van de stad herinnert een groot Amerikaans oorlogskerkhof, het Épinal American Cemetery and Memorial, hier nog aan. Er liggen 5.255 gesneuvelde Amerikaanse militairen begraven.

## Geografie
De oppervlakte van Épinal bedraagt 59,24 vierkante kilometer; Op 1 januari 2022 was de bevolkingsdichtheid 545,2 inwoners per km².
De onderstaande kaart toont de ligging van Épinal met de belangrijkste infrastructuur en aangrenzende gemeenten.

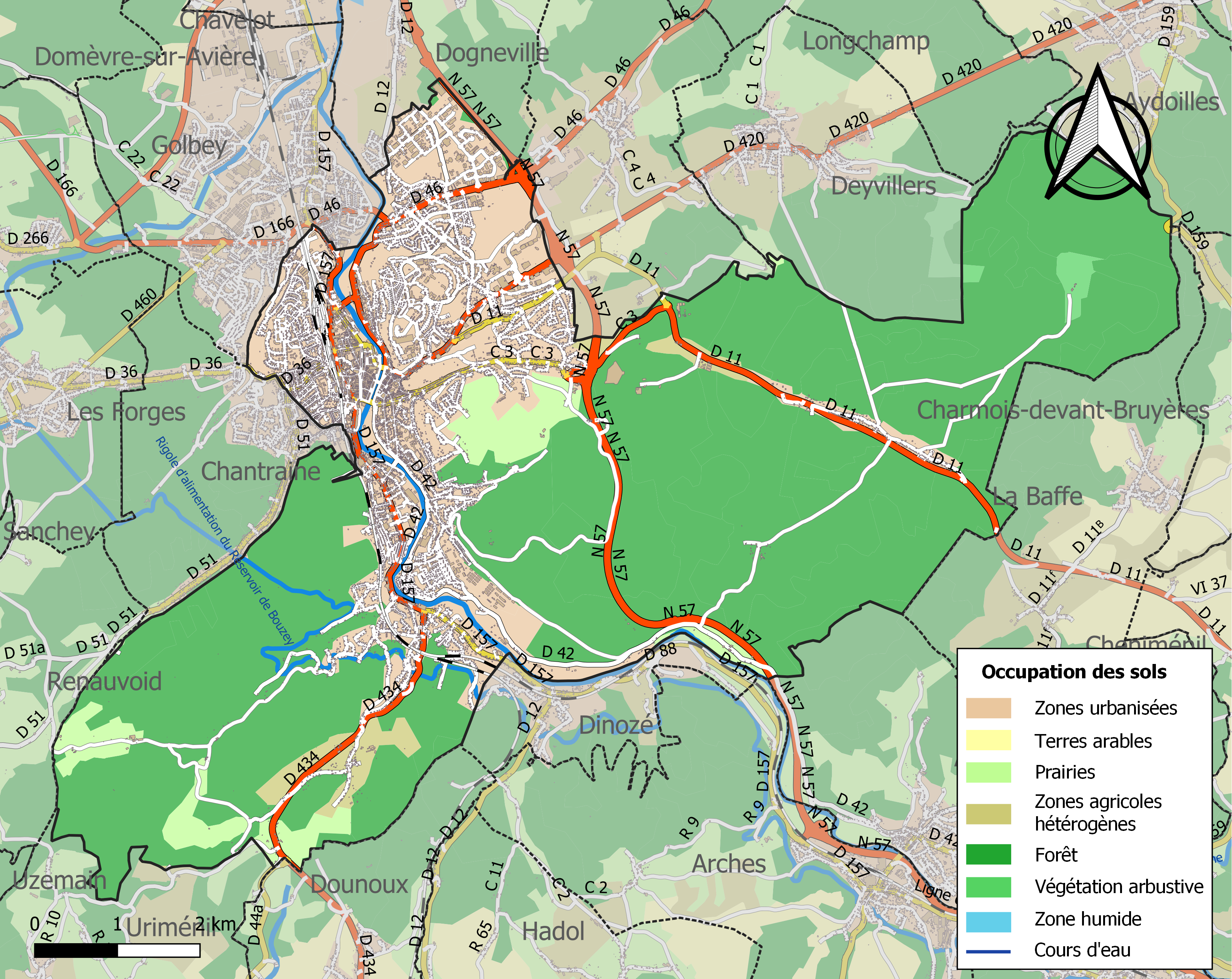

## Verkeer en vervoer
In de gemeente ligt spoorwegstation Épinal, geëxploiteerd door de SNCF.
Van 1906 tot 1914 reed er een tram in de stad. 
De stad is via diverse goede tweebaanswegen per auto vanuit alle richtingen bereikbaar. 

## Demografie
Onderstaande figuur toont het verloop van het inwonertal.

## Bezienswaardigheden
- De kasteelruïnes van Château d'Épinal, met een uitzicht over de stad.
- De basiliek St. Maurice (Basilique Saint-Maurice d'Épinal), die in gotische stijl gebouwd is tussen de 13de en de 15de eeuw, op de ruïnes van een 11e-eeuwse kerk,  waarrond de stad is ontstaan.
- In de omgeving zijn mooie beukenbossen, waar het goed wandelen is.

## Sport
Épinal is vier keer etappeplaats geweest in de wielerkoers Ronde van Frankrijk: in 1954, 1985, 1987 en 1990. De Nederlander Maarten Ducrot won in 1985, terwijl de Mexicaan Raúl Alcalá in 1990 voorlopig als laatste een rit won. Jeannie Longo won in 1985 de 7e etappe in de Ronde van Frankrijk voor vrouwen. In 1966 won Gerben Karstens een etappe in Parijs-Luxemburg. In 2021 werd in Épinal het Frans kampioenschap wielrennen voor elite gehouden.

## Partnersteden
- Loughborough (Verenigd Koninkrijk)

## Geboren
- Jean-Charles Pellerin (1756), illustrator gekend voor zijn images d'Épinal
- Émile Durkheim (1858-1917), socioloog
- Daniel-Rops (1901-1965), schrijver en historicus
- Jean-Marie Cavada (1940), EU-politicus
- Frédéric Boilet (1960), stripauteur
- Valérie Donzelli (1973), actrice en regisseuse
- Damien Nazon (1974), wielrenner
- Jean-Patrick Nazon (1977), wielrenner
- Aurore Mongel (1982), zwemster
- Benoît Bastien (1983), voetbalscheidsrechter
- Nacer Bouhanni (1990), wielrenner
- Gaëtan Bussmann (1991), voetballer
- Rayane Bouhanni (1996), wielrenner
- Ségolène Thomas (1998), wielrenster

## Afbeeldingen

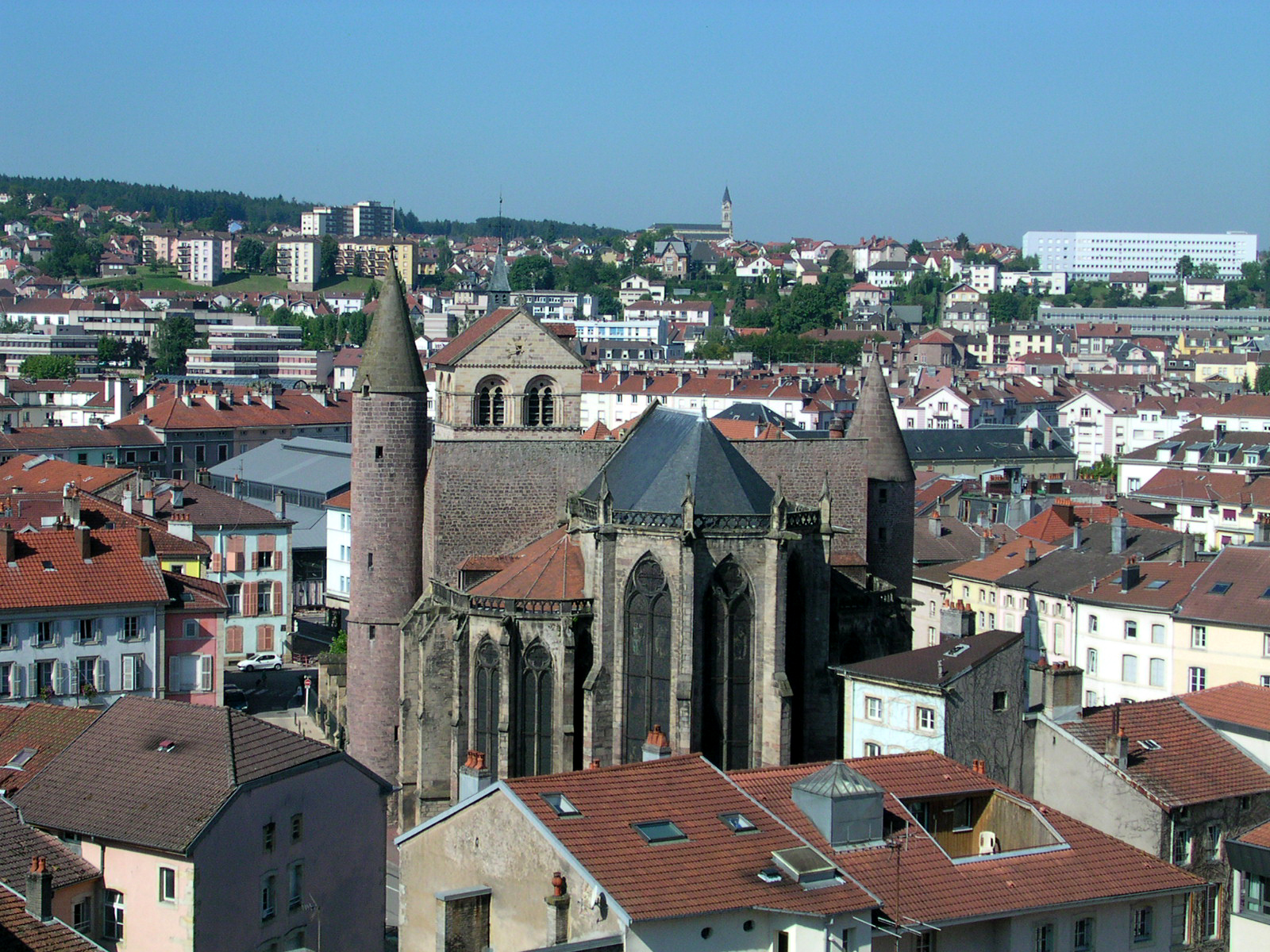
Uitzicht op stad

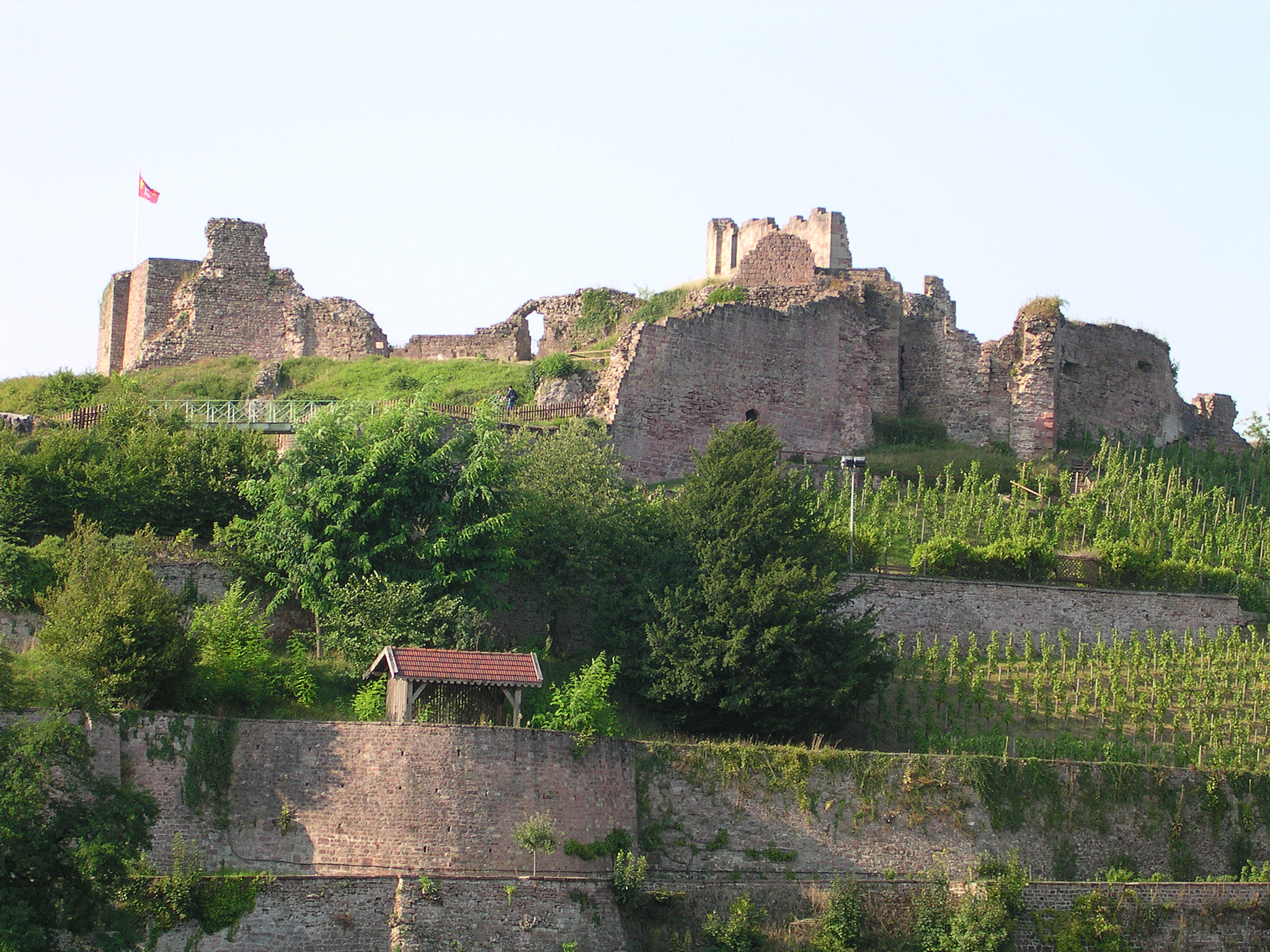
Kasteelruïne